# Велоспорт на летних Олимпийских играх 2012 — командная гонка преследования (женщины)

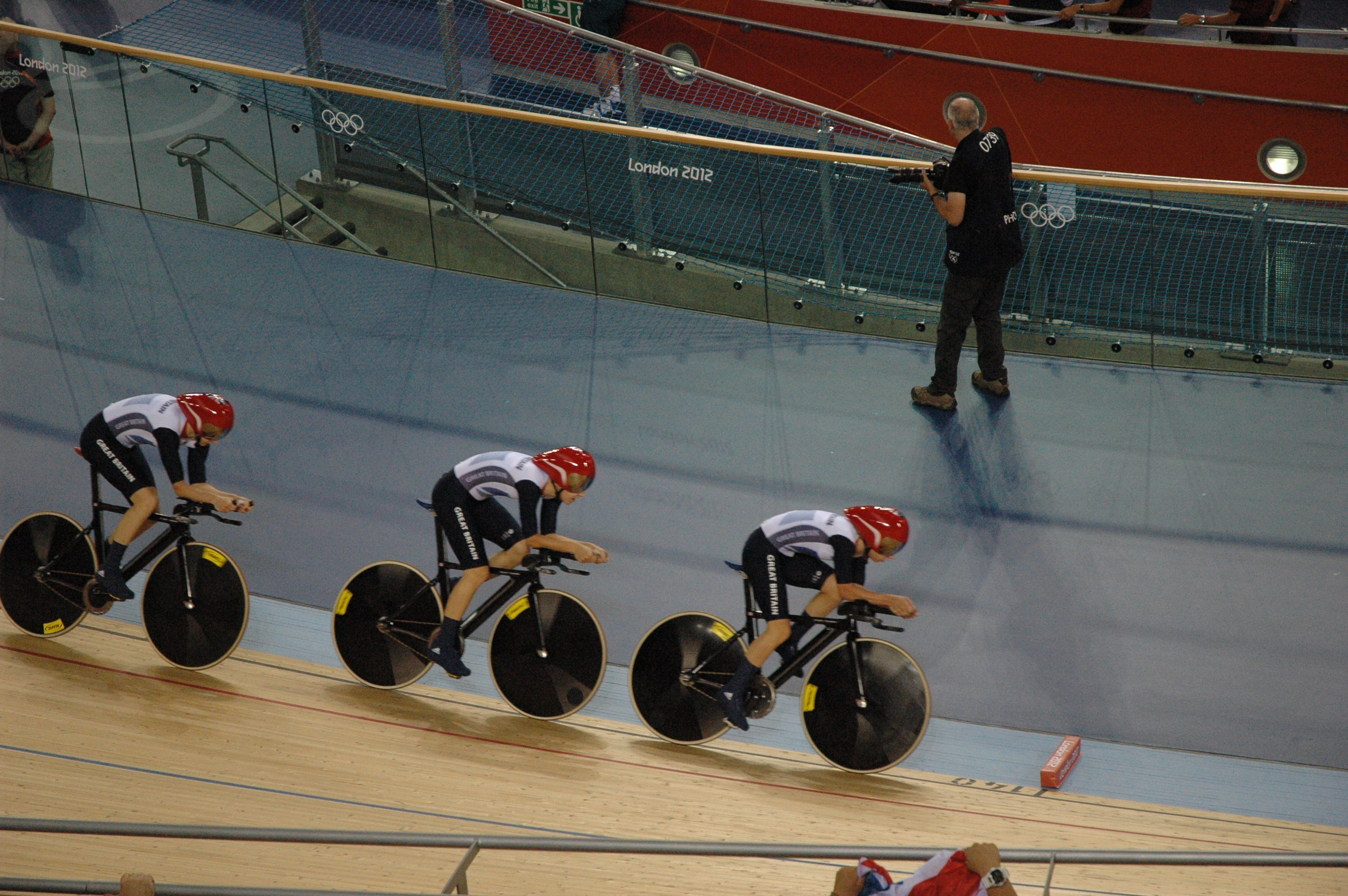
Британская команда в ходе женской гонки преследования

Соревнования в командном преследовании по велоспорту среди женщин на летних Олимпийских играх 2012 прошли 3 и 4 августа. Приняло участие 10 команд.

## Призёры
| Золото                                                 | Серебро                                            | Бронза                                              |
| Даниэль Кинг Лора Тротт Джоанна Рауселл Великобритания | Сара Хаммер Дотси Бауш Дженни Рид Лорен Тамайо США | Тара Уиттен Джиллиан Карлтон Джасмин Глессер Канада |

## Соревнование

### Квалификация
| Место | Команда        | Спортсмены                                          | Результат   |
| ----- | -------------- | --------------------------------------------------- | ----------- |
| 1     | Великобритания | Даниэль Кинг Лора Тротт Джоанна Рауселл             | 3:15,669 WR |
| 2     | США            | Сара Хаммер Дотси Бауш Дженни Рид                   | 3:19,406    |
| 3     | Австралия      | Аннетт Эдмондсон Мелисса Хоскинс Джозефина Томич    | 3:19,719    |
| 4     | Канада         | Тара Уиттен Джиллиан Карлтон Джасмин Глессер        | 3:19,816    |
| 5     | Новая Зеландия | Лорен Эллис Джайме Нильсен Элисон Шенкс             | 3:20,421    |
| 6     | Нидерланды     | Кирстен Вилд Эми Питерс Эллен ван Дейк              | 3:21,602    |
| 7     | Германия       | Юдит Арндт Шарлотта Беккер Лиза Бреннауэр           | 3:22,058    |
| 8     | Беларусь       | Татьяна Шаракова Елена Дылько Оксана Попко          | 3:22,850    |
| 9     | Украина        | Елизавета Бочкарёва Светлана Галюк Леся Калитовская | 3:25,160    |
| 10    | Китай          | Цзян Фань Цзян Вэньвэнь Лян Цзин                    | 3:26,049    |

### Первый раунд
| Место | Команда        | Спортсмены                                       | Результат   |
| ----- | -------------- | ------------------------------------------------ | ----------- |
| 1     | Великобритания | Даниэль Кинг Лора Тротт Джоанна Рауселл          | 3:14,682 WR |
| 2     | США            | Сара Хаммер Дотси Бауш Дженни Рид                | 3:16,853 NR |
| 3     | Австралия      | Аннетт Эдмондсон Мелисса Хоскинс Джозефина Томич | 3:16,935 AR |
| 4     | Канада         | Тара Уиттен Джиллиан Карлтон Джасмин Глессер     | 3:17,454 NR |
| 5     | Новая Зеландия | Лорен Эллис Джайме Нильсен Элисон Шенкс          | 3:18,514 NR |
| 6     | Нидерланды     | Кирстен Вилд Вера Кудодер Эллен ван Дейк         | 3:20,013 NR |
| 7     | Германия       | Юдит Арндт Шарлотта Беккер Лиза Бреннауэр        | 3:21,086    |
| 8     | Беларусь       | Татьяна Шаракова Елена Дылько Оксана Попко       | 3:21,942    |

### За 7-е место
| Место | Команда  | Спортсмены                                 | Результат   |
| ----- | -------- | ------------------------------------------ | ----------- |
| 7     | Беларусь | Татьяна Шаракова Елена Дылько Оксана Попко | 3:20,245 NR |
| 8     | Германия | Юдит Арндт Шарлотта Беккер Лиза Бреннауэр  | 3:20,824 NR |

### За 5-е место
| Место | Команда        | Спортсмены                              | Результат |
| ----- | -------------- | --------------------------------------- | --------- |
| 5     | Новая Зеландия | Лорен Эллис Джайме Нильсен Элисон Шенкс | 3:19,351  |
| 6     | Нидерланды     | Эми Питерс Вера Кудодер Эллен ван Дейк  | 3:23,256  |

### За 3-е место
| Место | Команда   | Спортсмены                                       | Результат |
| ----- | --------- | ------------------------------------------------ | --------- |
| 3     | Канада    | Тара Уиттен Джиллиан Карлтон Джасмин Глессер     | 3:17,915  |
| 4     | Австралия | Аннетт Эдмондсон Мелисса Хоскинс Джозефина Томич | 3:18,096  |

### Финал
| Место | Команда        | Спортсмены                              | Результат   |
| ----- | -------------- | --------------------------------------- | ----------- |
| 1     | Великобритания | Даниэль Кинг Лора Тротт Джоанна Рауселл | 3:14,051 WR |
| 2     | США            | Сара Хаммер Дотси Бауш Лорен Тамайо     | 3:19,727    |